# Ruine Gillitzstein

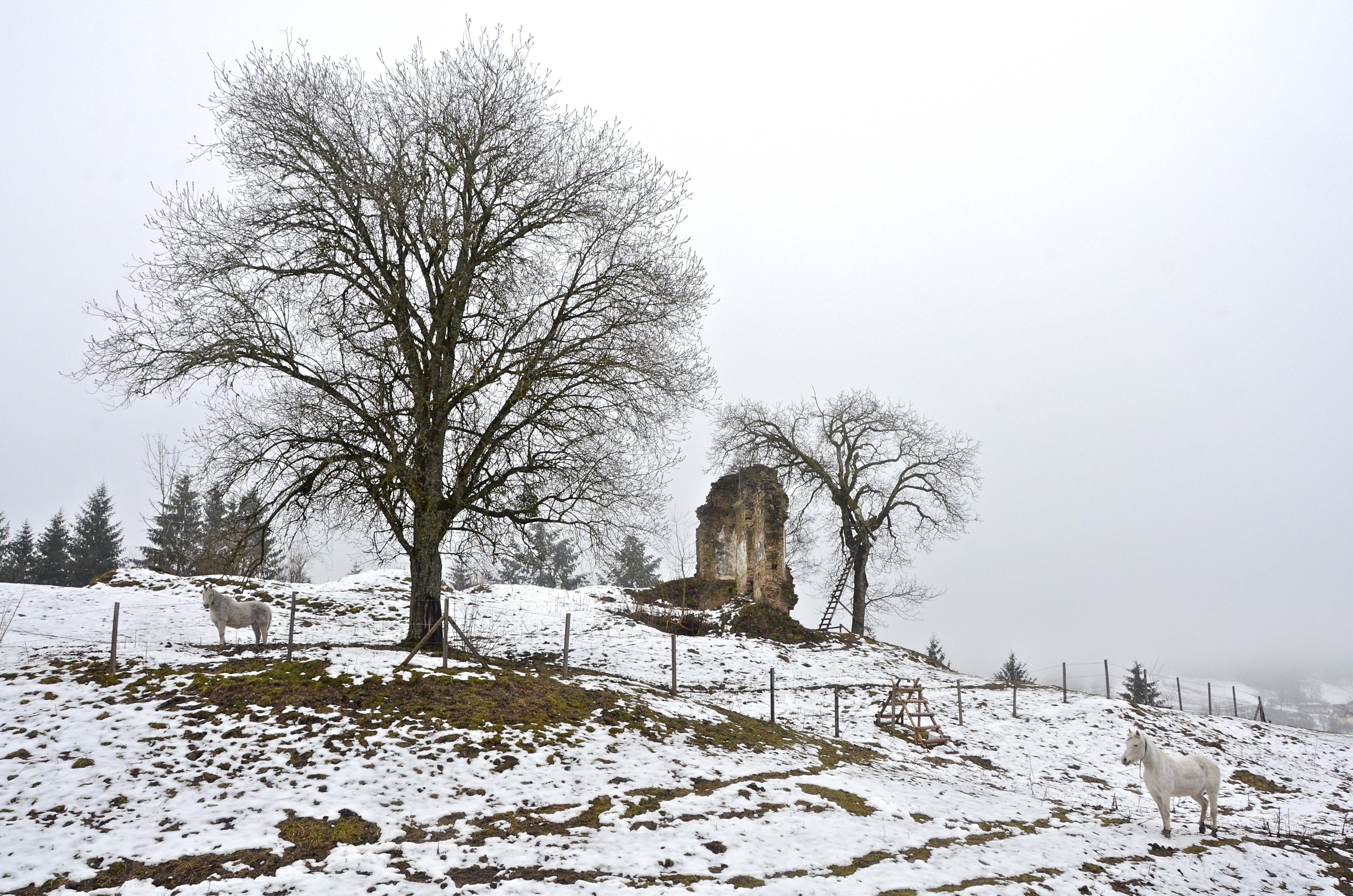
Ruine Gillitzstein (Winter 2014)

Die Ruine Gillitzstein ist die Ruine eines Gewerkensitzes in der Gemeinde Eberstein im Bezirk Sankt Veit in Kärnten. Die Ruine liegt nahe der Straße von Eberstein nach St. Oswald, auf etwa 680 Meter Seehöhe.

## Geschichte
Im Jahre 1559 wurde der Gewerke Leonhard Umbfahrer, Stadtrichter in Völkermarkt, als Besitzer von Gillitzstein urkundlich genannt. Deshalb war das Anwesen auch als Umfahrer-Hütte bekannt. In Gillitzstein befand sich damals ein Floßofen, in dem in Hüttenberg abgebautes Eisenerz geschmolzen wurde, bevor es weiter zur endgültigen Verarbeitung nach Brückl oder Eisenkappel gebracht wurde. 1578 verkaufte Umbfahrer Gillitzstein an den St. Veiter Bürger Jakob Freiberger, der es seinerseits aufgrund wirtschaftlicher Probleme um 1600 an Balthasar Kulmer von Rosenbichl weiterverkaufte.

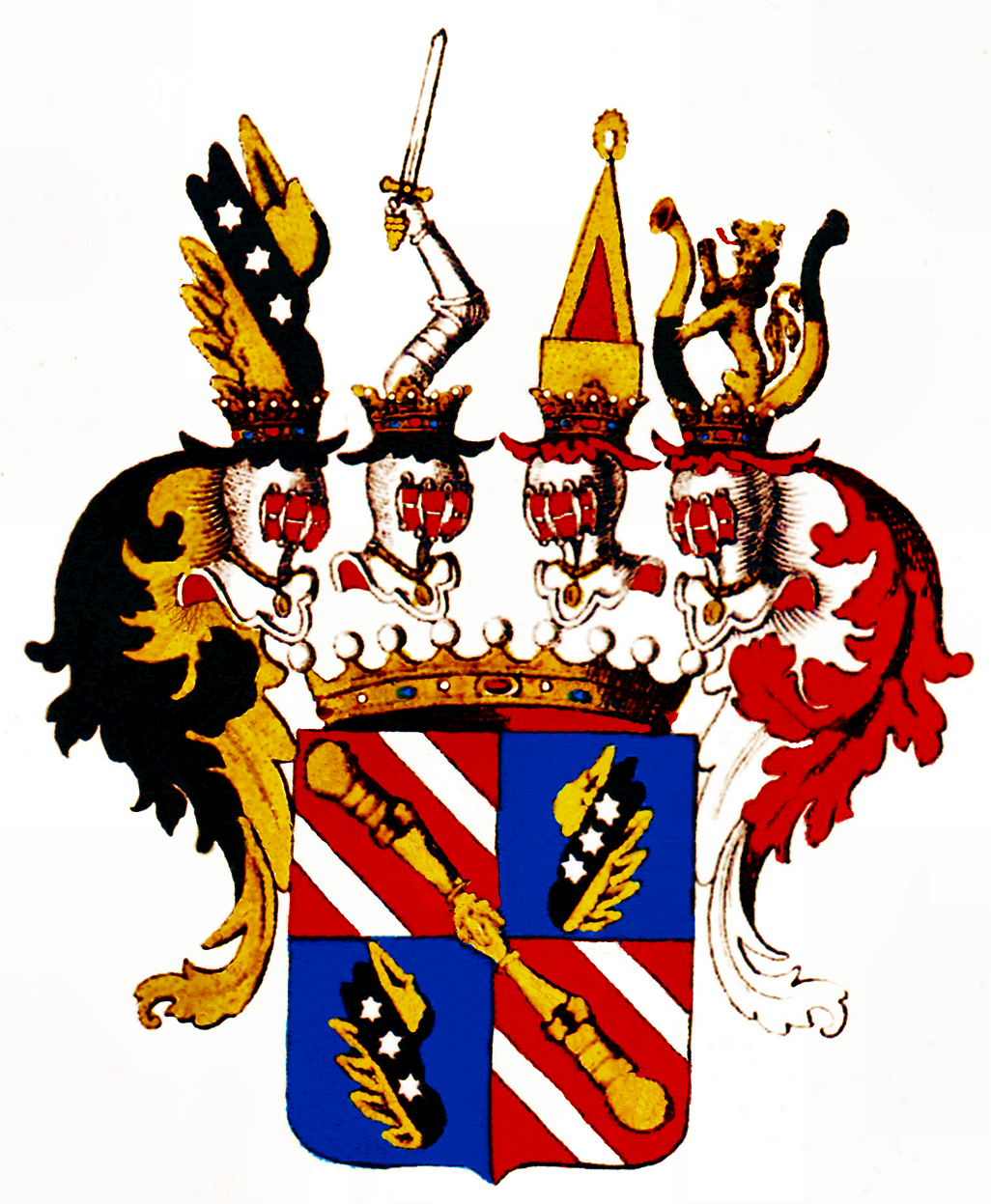
Wappen der Grafen Christalnigg von und zu Gillitzstein

1605 kaufte der St. Veiter Eisenhandelsherr David Christallnigg, der Eisengruben und Hammerwerke im Görtschitztal und Hüttenberg besaß, das Hammerhaus. Er betrieb hier einen bedeutenden Hochofen. Nach seinem Tod kam der Besitz an seinen Sohn Leonhard Christallnigg und nach dessen Tod 1625 an Leonhards Sohn Georg David Christallnigg, der am 14. Jänner 1628 durch Kaiser Ferdinand II. geadelt wurde. Die Familie Christalnigg trug seither den Namenszusatz „von Gillitzstein“, was vermuten lässt, dass damals das Anwesen in Gillitzstein zu einem Schlösschen ausgebaut worden war.
1631 zogen die Kärntner Landstände Gillitzstein aufgrund von Steuerrückständen ein; der Landschaftssekretär Johann Weber von Ehrenthal verkaufte den Hof samt Eisenwerk bald an Leonhard Waitschacher. Dessen Witwe veräußerte Gillitzstein an den Genuesen Francesco Mazzugon (bzw. Mazigon), der 1665 in Gillitzstein den damals größten Floßofens Kärntens errichten ließ und hier drei Eisenhammer betrieb.
Nach Mazzugons Tod konnte abermals die Familie Christalnigg das Schlösschen erwerben: Unter Leonhard Christalniggs Urenkel Georg Balthasar Christalnigg wurde es vorübergehend der Hauptsitz der Gewerkenfamilie Christallnigg, die 1708 in den Freiherrenstand und 1721 durch Karl VI in den Grafenstand erhoben wurde. Die Christallniggs besaßen schließlich auch die Hornburg, Burg Eberstein, Burg Waisenberg und die Trixener Burgen, Schloss Hagenegg, Schloss Töllerberg und Burg Timenitz. 1847 wurde noch ein neuer Hochofen errichtet; damals lebten noch etwa 25 Personen im Schloss Gillitzstein. Doch nach dem Zusammenbruch der Hüttenberger Bergwerksunion legte der neue Besitzer Alpine Montangesellschaft  nicht profitable Anlagen wie Gillitzstein still. Für die Familie Christallnigg selber waren schon lange zuvor die Schlösser Eberstein und Meiselberg wichtiger geworden. Der Ansitz Gillitzstein verfiel in kurzer Zeit völlig, und es scheint kaum vorstellbar, dass die heutigen Ruinen noch um die Wende zum 20. Jahrhundert von armen Leuten bewohnt wurden.

## Bau

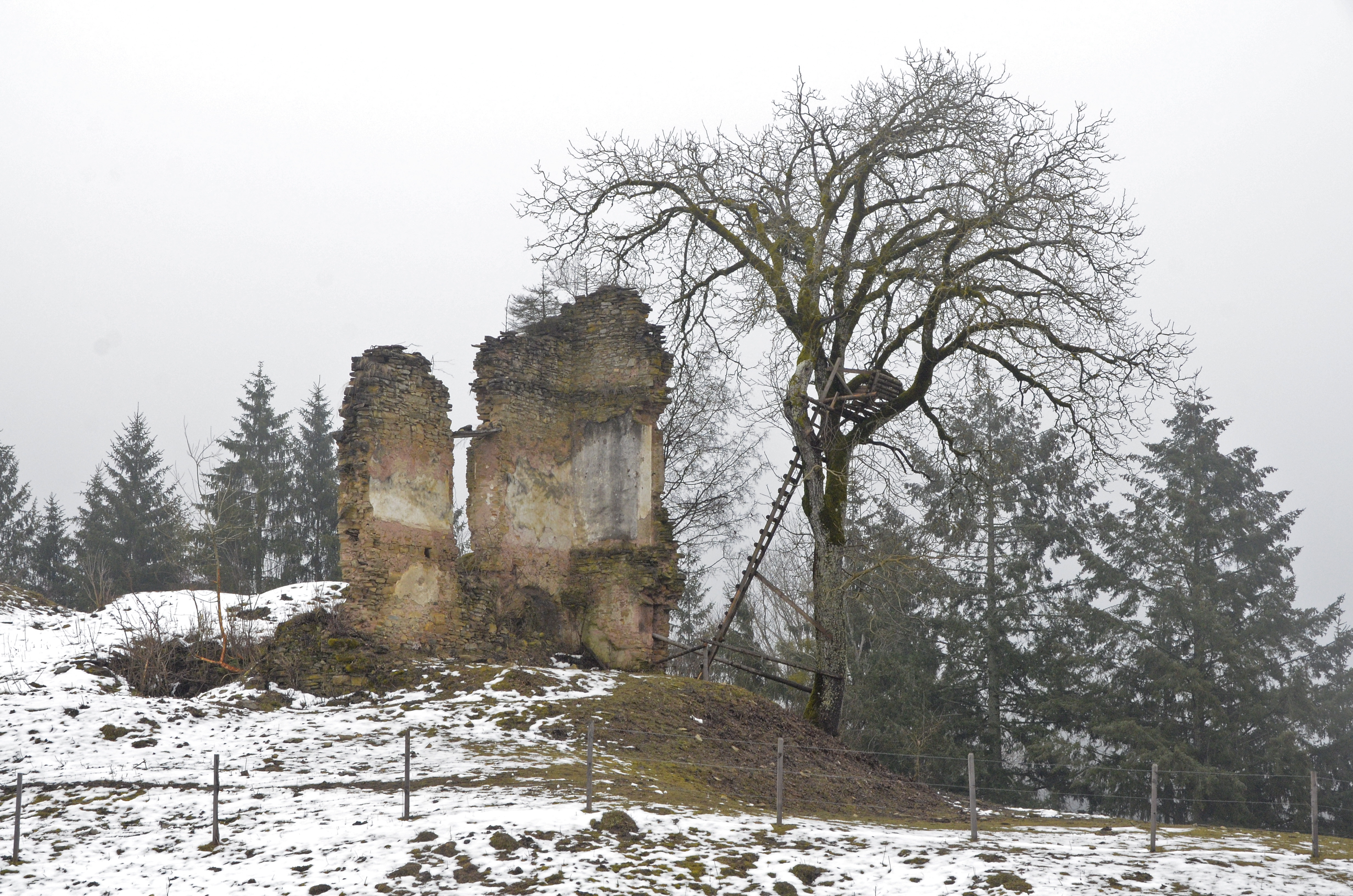
Ruine Gillitzstein (2014)

Gillitzstein wird mitunter als „Burgruine“ bezeichnet, auch ist gelegentlich davon die Rede, dass geringe Reste einer „mittelalterlichen“ Anlage bzw. „des späten Mittelalters“ zu sehen seien. Doch geschichtlich lässt sich eine Wehranlage nicht nachweisen; auch wäre die Lage auf einer Geländeplatte, ohne nachweisbare Wall- oder Grabenanlagen, für Wehrzwecke ungeeignet gewesen. Und Kohla setzt den Ausbau des Gewerkensitzes zu einem Schlösschen erst auf den Anfang des 18. Jahrhunderts an.
Daher werden die spärlichen, „arg zerfallenen“ Reste, die heute noch zu sehen sind, nicht zu Unrecht in manchen Quellen als „Schlossruine“ und als „vorwiegend neuzeitlich“ bezeichnet.